# Maskarin Gośala
Maskarin Gośala (Asceta z kijem - Stajenny) – zmarły około 585 p.n.e. indyjski filozof i asceta, przywódca sekty adżiwików.
Wywodził się - jak Wardhamana Mahawira - z sekty Parśwy.
Był głosicielem fatalizmu, odrzucając celowość wysiłku ludzkiego zmierzającego do zmiany swego przyszłego losu poprzez kształtowanie karmy. Poglądy jego były zawzięcie krytykowane przez jego towarzysza nauk z początkowego okresu Mahawirę Wardhamanę oraz przez Buddę Siakjamuniego.